# Héctor Pericás
Héctor Cristian Pericás Correa (Mendoza, Argentina; 4 de mayo de 1979) es un exfutbolista argentino nacionalizado chileno. Jugaba de volante ofensivo y militó en diversos equipos chilenos

## Trayectoria

### Estancia en Chile
Llega a Club de Deportes Melipilla, después pasaría a Palestino donde alcanzaría la final del Clausura 2008 de Chile que la perdería con Colo-Colo. En 2009 recibe una buena oferta de Unión La Calera, aceptando regresar al equipo de la Segunda División de Chile para jugar solo un año. Tras lograr el ascenso con Unión La Calera en 2010, Héctor Pericás (Luis) ficha por Cobresal para en el año 2011, tal como en Melipilla y Palestino, ser dirigido por el entrenador Luis Musrri. En 2012 dejó Cobresal por las lesiones que sufrió durante el torneo apertura.

### Vuelta a la Argentina
En 2012 después de jugar en el fútbol de Chile regresa a la provincia de Mendoza para recalar nuevamente en Gimnasia y Esgrima, pero tras un bajo rendimiento en lo futbolístico sumado a su falta de forma física, en diciembre de este mismo año le es rescindido su contrato.

## Vida privada
En su paso por Argentina en 2007 murió su esposa, por lo que estuvo cerca de abandonar su carrera deportiva, pero gracias al apoyo de su entrenador Luis Musrri pudo seguir adelante con ella. [cita requerida]

## Clubes
| Club                   | País      | Año       |
| ---------------------- | --------- | --------- |
| Deportivo Guaymallén   | Argentina | 1994-1996 |
| Gimnasia y Esgrima (M) | Argentina | 1996-1998 |
| River Plate            | Argentina | 1998-2000 |
| Sporting Cristal "B"   | Perú      | 2000-2001 |
| Everton                | Chile     | 2001-2002 |
| Gimnasia y Esgrima (M) | Argentina | 2002-2003 |
| Unión La Calera        | Chile     | 2003-2004 |
| Deportes Arica         | Chile     | 2005      |
| Deportes Melipilla     | Chile     | 2006-2007 |
| Palestino              | Chile     | 2008      |
| Unión La Calera        | Chile     | 2009-2010 |
| Cobresal               | Chile     | 2010-2012 |
| Gimnasia y Esgrima (M) | Argentina | 2012-2013 |
| Huracán Las Heras      | Argentina | 2013-2014 |
| Gimnasia y Esgrima (M) | Argentina | 2015      |

Pataguas Orilla/ chile / 2017